# توکیو جو (فیلم)
توکیو جو (انگلیسی: Tokyo Joe) یک فیلم نوآر فیلم جنایی آمریکایی محصول ۱۹۴۹ به کارگردانی استارت هایسلر و بازیگری هامفری بوگارت است.